# Cuando debuté
Cuando debuté es el tercer álbum de estudio del grupo de rock argentino La Sonora de Bruno Alberto editado bajo el sello Music Hall en el año 1991. 

## Historia
De este disco sobresale la canción La Canoa, uno de sus temas más famosos; cuya melodía se suele utilizar en muchas hinchadas de fútbol de la Argentina.
Gracias al suceso de este álbum; el conductor de televisión, Marcelo Tinelli, decidió contratarlos para convertirse en la banda estable de su programa Ritmo de la noche que se emitía los domingo por la noche en Telefe. 

## Lista de canciones
Todas las canciones escritas y compuestas por La Sonora de Bruno Alberto. 
| N.º | Título             | Escritor(es) | Duración |  |
| 1.  | «Cuando debuté»    |              | 02:37    |  |
| 2.  | «Dale Rosita»      |              | 03:30    |  |
| 3.  | «Estambul»         |              | 03:46    |  |
| 4.  | «Tereso»           |              | 02:56    |  |
| 5.  | «Margarita»        |              | 04:24    |  |
| 6.  | «La Canoa»         |              | 03:26    |  |
| 7.  | «Marijuana»        |              | 03:40    |  |
| 8.  | «Dame bola»        |              | 03:41    |  |
| 9.  | «Me llora el nene» |              | 03:16    |  |

## Personal
- Daniel Tuerto Wirzt: Voz
- César Silva: Guitarra
- Claudio Cicerchia: Bajo
- Diego Di Pietri: Teclados
- Juan Lovaglio: Saxofón
- Jorge Araujo: batería